# 임지규
임지규(음력 1978년 3월 7일 ~ )는 대한민국의 배우이다.

## 연기 활동

### 드라마
| 연도 | 방송사   | 제목                                    | 역할                      | 비고          |
| ---- | -------- | --------------------------------------- | ------------------------- | ------------- |
| 2007 | MBC      | 거침없이 하이킥                         | 쌈장라면 광고 모델        |               |
| 2008 | SBS      | 타짜                                    | 이성찬                    |               |
| 2009 | KBS2     | 파트너                                  | 정재호                    | 특별출연      |
| 2010 | KBS2     | KBS 드라마 스페셜 - 마음을 자르다       | 재우                      |               |
| 2010 | MBC      | 역전의 여왕                             | 강우                      |               |
| 2011 | MBC      | 최고의 사랑                             | 김재석                    |               |
| 2012 | SBS      | 유령                                    | 변상우                    |               |
| 2012 | KBS2     | KBS 드라마 스페셜 - 태권, 도를 아십니까 | 윤도현                    |               |
| 2013 | SBS      | 수상한 가정부                           | 은세결의 담임             |               |
| 2014 | SBS      | 신의 선물 - 14일                        | 류진우                    |               |
| 2014 | MBC      | 드라마 페스티벌 - 터닝포인트            | 김영복                    |               |
| 2015 | KBS2     | 왕의 얼굴                               | 허균                      |               |
| 2015 | KBS2     | 어셈블리                                | 심동천                    |               |
| 2015 | OCN      | 귀신 보는 형사 처용 2                   | 서창민                    |               |
| 2015 | SBS      | 너를 노린다                             | 민상민 실장               |               |
| 2016 | KBS2     | 기적의 시간 로스타임                    | 선호                      |               |
| 2016 | 웹드라마 | 교회오빠의 연애QT                       | 요한                      |               |
| 2016 | SBS      | 닥터스                                  | 보스에게 복수하러 온 사람 |               |
| 2016 | JTBC     | 판타스틱                                | 김필호                    |               |
| 2016 | KBS2     | KBS 드라마 스페셜 - 즐거운 나의 집      | 김영철                    |               |
| 2016 | KBS1     | 빛나라 은수                             | 박형식                    |               |
| 2017 | JTBC     | 맨투맨                                  |                           | 특별출연      |
| 2017 | KBS2     | 고백부부                                | 박현석                    |               |
| 2017 | KBS2     | KBS 드라마 스페셜 - 우리가 못자는 이유  | 김영재                    |               |
| 2018 | KBS2     | 라디오 로맨스                           | 이승수                    |               |
| 2018 | KBS2     | 당신의 하우스헬퍼                       | 오윤기                    |               |
| 2018 | tvN      | 하늘에서 내리는 일억 개의 별            |                           | 특별출연      |
| 2018 | SBS      | 운명과 분노                             | 김지규 비서               |               |
| 2019 | tvN      | 그녀의 사생활                           | 강승민                    |               |
| 2019 | tvN      | 악마가 너의 이름을 부를 때              | 김경수                    |               |
| 2019 | KBS2     | 너의 노래를 들려줘                      | 동식                      | 12회 특별출연 |
| 2019 | KBS1     | 꽃길만 걸어요                           | 남동우                    | 특별출연      |
| 2019 | KBS2     | KBS 드라마 스페셜 - 때빼고 광내고       | 고영배                    |               |
| 2020 | JTBC     | 18 어게인                               | 지훈의 형                 | 특별출연      |
| 2021 | OCN      | 경이로운 소문                           | 동팔                      | 특별출연      |
| 2021 | KBS2     | 대박부동산                              | 김병호                    |               |
| 2021 | KBS1     | 태종 이방원                             | 우왕                      |               |
| 2022 | 디즈니+  | 키스 식스 센스                          | 젊은 김해진               | 특별출연      |
| 2023 | JTBC     | 대행사                                  | 차성우                    | 특별출연      |
| 2023 | JTBC     | 신성한, 이혼                            | 박현태                    | 12부작        |
| 2024 | ENA      | 야한(夜限) 사진관                       | 박성준                    | 특별출연      |
| 2025 | ENA      | 살롱 드 홈즈                            | 박도진                    | 10부작        |

### 영화
- 2004년 단편 《핑거프린트》
- 2006년 《저수지에서 건진 치타》 ... 민제휘 역
- 2007년 《은하해방전선》 ... 영재 감독 역
- 2008년 《과속 스캔들》 ... 박상윤 역
- 2009년 《백야행 - 하얀 어둠 속을 걷다》 ... 약통 역
- 2009년 《바다 쪽으로, 한 뼘 더》 ... 웨이터 역
- 2010년 《요술》 ... 명진 역
- 2010년 《할 수 있는 자가 구하라》 ... 교회청년 역
- 2011년 《아이들...》 ... 동철 역
- 2012년 《봄, 눈》 ... 영재 역
- 2012년 《화차》 ... 스토커 역(특별출연)
- 2013년 《완전 소중한 사랑》 ... 온유 역
- 2017년 《하루》 ... 용선 역
- 2024년 《소풍》 ... 윤성필 역

## 방송
- 2010년 tvN 《롤러코스터 플러스 연애빅뱅》
- 2016년 KBS1 《다큐공감》 176회 : 내 친구의 집을 찾아서 - 내레이션
- 2017년 KBS1 《다큐공감》 187회 : 달려라 피아노 - 내레이션

## 수상 및 후보
| 연도 | 시상식            | 부문               | 작품                | 결과 |
| ---- | ----------------- | ------------------ | ------------------- | ---- |
| 2008 | 제17회 부일영화상 | 신인남자연기상     | 은하해방전선        | 수상 |
| 2017 | KBS 연기대상      | 남자 연작/단막극상 | 우리가 못 자는 이유 | 후보 |

## 홍보대사
- 2010년 제11회 대구단편영화제 홍보대사